# Ivor Pandur
Ivor Pandur, né le 25 mars 2000 à Rijeka en Croatie, est un footballeur croate qui évolue au poste de gardien de but au Hull City.

## Biographie

### HNK Rijeka
Né à Rijeka en Croatie, Ivor Pandur est formé par le club de sa ville natale, le HNK Rijeka. Il signe son premier contrat professionnel, d'une durée de trois ans, le 14 juin 2018 et intègre l'équipe première lors de la saison 2018-2019. Il joue son premier match en professionnel le 1er octobre 2019 contre le modeste club du NK Buje, en Coupe de Croatie, contre qui son équipe s'impose largement par 11 buts à zéro. Pandur fait sa première apparition dans le championnat de Croatie le 14 décembre 2019 contre le NK Varaždin. Il est titularisé ce jour-là et son équipe s'impose par trois buts à un.
Pandur s'impose comme un titulaire lors de la saison 2019-2020, où son club termine troisième du championnat. Ses prestations attirent plusieurs grands clubs européens tels que la Juventus de Turin, Manchester City ou encore le Liverpool FC, ainsi que les plus grands clubs croates, mais il affirme dans le même temps ne pas vouloir jouer pour un club concurrent, étant très attaché à Rijeka.
Le 1er août 2020, Pandur est titulaire lors de la finale de la coupe de Croatie face au NK Lokomotiva Zagreb. Son équipe s'impose sur le score de un but à zéro, il remporte ainsi le premier trophée de sa carrière.

### Hellas Vérone
Le 31 août 2020 Ivor Pandur s'engage en faveur de l'Hellas Vérone pour un contrat de cinq ans. Il déclare que c'est un rêve pour lui de jouer en Serie A depuis ses 9 ans. Il joue son premier match sous ses nouvelles couleurs le 28 octobre 2020, lors d'une rencontre de coupe d'Italie contre le Venise FC. Il est titulaire ce jour-là, et les deux équipes se neutralisent (3-3 après prolongations) avant de devoir se départager aux tirs au but. L'Hellas sort vainqueur de cette séance grâce notamment à deux arrêts de Pandur face à Marco Modolo (en) et Dennis Johnsen.

### Fortuna Sittard
Le 7 juillet 2022, Ivor Pandur est prêté pour une saison avec option d'achat au Fortuna Sittard.

### Hull City
Le 20 janvier 2024, lors du mercato hivernal, Ivor Pandur rejoint l'Angleterre afin de s'engager en faveur de Hull City. Il signe un contrat de trois ans et demi, soit jusqu'en juin 2027.

### En sélection
De 2018 à 2019, Ivor Pandur est sélectionné avec l'équipe de Croatie des moins de 19 ans.
Ivor Pandur joue son premier match avec l'équipe de Croatie espoirs le 2 septembre 2021, face à l'Azerbaïdjan. Il est titularisé et son équipe s'impose par deux buts à zéro.

## Palmarès
HNK Rijeka
- Coupe de Croatie (1) :
  - Vainqueur : 2019-20.